# Sociedade Educacional Sul-Rio-Grandense
A Sociedade Educacional Sul-Rio-Grandense foi uma Entidade Mantenedora credenciada junto ao  Ministério da Educação reconhecida por Decreto Federal nº 62.816 de 04 de junho de 1968, publicado no Diário Oficial da União em 7 de junho de 1968.
Eleuthéria Biehl (1920 - 2015), foi membro fundador, lecionou e exerceu função de direção desta Sociedade.
O registro da Pessoa Jurídica ( CNPJ) foi homologado sob nº 92.915.636/0001-81 em 23 de abril de 1969 e originou duas Instituições de Ensino Superior (IES):
- a Faculdade Porto-Alegrense de Educação, Ciências e Letras, mais conhecida pelo acrônimo FAPA, obteve reconhecimento aos cursos de graduação em Filosofia, História, Letras, Matemática e Pedagogia através do Decreto Federal nº 71.890, de 12 de maio de 1973 e;
- a Faculdade Porto-Alegrense de Ciências Contábeis e Administrativas, mais conhecida pelo acrônimo FAPCCA, obteve reconhecimento aos cursos de graduação em Ciências Administrativas, Contábeis e  Atuariais  através do Decreto Federal nº 76.211 de 4 de setembro de 1975.
Durante a década de 1990, o curso de graduação em Ciências Atuariais foi extinto. O referido curso restou sendo oferecido, em nível estadual, apenas na Universidade Federal do Rio Grande do Sul.
Em 18 de janeiro de 2008 ocorreu o ato de unificação das mantidas Faculdades (FAPA e FAPCCA), extinguindo-se a FAPCCA e sendo mantida apenas a FAPA, nos termos da portaria do Ministério da Educação nº 42. A unificação ocorreu estritamente sobre as "siglas", permanecendo regulares os cursos de graduação oferecidos por ambas as mantidas até o ano de 2008. [carece de fontes?]
Em 29 de dezembro de 2017, a  Sociedade Educacional Sul-Rio-Grandense passou por processo de Incorporação, cujo termo de   responsabilidade de transferência da mantença, firmado em 23 de fevereiro de 2018, tornou a Sociedade Educacional Sul-Rio-Grandense numa incorporada pela Sociedade de Educação Ritter dos Reis (UniRitter), em acordo com os artigos 35 e 38, do Decreto n° 9.235, de 15 de dezembro de 2017, publicado no DOU n° 241, de 18 de dezembro de 2017, Seção 1, página 5; e artigos 95 e 98 da Portaria Normativa MEC n° 23, de 21 de dezembro de 2017, publicada no DOU n° 245, de 22 de dezembro de 2017, Seção 1, página 40, republicada no DOU n° 246, de 26 de dezembro de 2017, Seção 1, página 785.
O campus das Faculdades teve por localização original o Bairro Alto Teresópolis, zona sul da capital, posteriormente sendo transferido para o Bairro Passo das Pedras, zona leste da cidade de Porto Alegre, Rio Grande do Sul. [carece de fontes?]